# Ludwik Maurycy Landau
Ludwik Maurycy Landau (ur. 31 maja 1902 w Tomaszowie Mazowieckim, zm. po 29 lutego 1944 w Warszawie) – ekonomista, statystyk, w okresie II Rzeczypospolitej prowadził badania naukowe stosunków społecznych w Polsce.

## Życiorys
Pochodził z rodziny inteligenckiej. Po ukończeniu gimnazjum studiował na Wydziale Prawa UW. Początkowo pracował w Głównym Urzędzie Statystycznym i Instytucie Badań Koniunktur Gospodarczych i Cen w Warszawie. W latach 1929–1939 opracował metody podziału dochodu narodowego według klas społecznych. Badał zagadnienia struktury społeczno-gospodarczej Polski i metodologie badań statystycznych. W 1933 przeniósł się do Instytutu Gospodarstwa Społecznego, gdzie kontynuował pracę naukową z zakresu statystyki i ekonomii oraz warunków egzystencji materialnej społeczeństwa i problemów związanych z dochodem narodowym. Pod koniec 1936 roku w związku z umieszczeniem w wydawnictwie Instytutu komunikatu o sytuacji gospodarczej, który wywołał niezadowolenie ministra skarbu, Landau został przeniesiony w stan nieczynny, a po pół roku zwolniony. Wrócił wówczas do Głównego Urzędu Statystycznego, gdzie w Wydziale Statystyki Społecznej pracował do wybuchu wojny.
Od rozpoczęcia okupacji niemieckiej w Polsce w 1939 nadal działał w konspiracyjnym Instytucie Gospodarstwa Społecznego. W tym czasie opracował wraz z innymi autorami program gospodarczy Polskiej Partii Socjalistycznej. Współpracował z Biurem Informacji i Propagandy Komendy Głównej AK, sporządzając cykliczne analizy ekonomiczne dotyczące sytuacji gospodarczej Polski i Niemiec.
W okresie okupacji niemieckiej napisał, będącą po zakończonej II wojnie światowej wartościowym źródłem informacji o realiach wojny, Kronikę lat wojny i okupacji (tom 1–3, Warszawa 1962–1963). W latach 1940–1942 działał w konspiracji jako redaktor pisma Kronika Okupacji, wydawanego przez WRN (organizację podziemną PPS, Wolność, Równość, Niepodległość). 29 lutego 1944 został aresztowany przez Gestapo w Warszawie, prawdopodobnie niedługo potem zamordowany. Następnego dnia Niemcy aresztowali jego żonę i córkę; obie zażyły truciznę; córka zmarła, żona na posterunku policji została zastrzelona.

## Ordery i odznaczenia
- Złoty Krzyż Zasługi (9 listopada 1932)[4]

## Wybrane prace
- Płace w Polsce w związku z rozwojem gospodarczym (1933)
- Dochody z pracy najemnej w 1929 (1934)[5]
- Bezrobocie i stopa życiowa ludności dzielnic robotniczych Warszawy (1936)
- Młodzież sięga po pracę (1938) – współautorzy H. Kołodziejski, K. Korniłowicz, E. Strzelecki.
- Bezrobocie wśród chłopów (1939) – współautorzy J. Pański, E. Strzelecki
- W sprawie problematyki obliczeń dochodu społecznego (1930) – artykuł w periodyku naukowym „Ekonomista”
- Szacunek dochodu społecznego w r. 1929 (1934)
- Dochód społeczny w r. 1933 i podstawy badań periodycznych nad zmianami dochodu (1935)